# Duo for fløyte og gitar
Duo for fløyte og gitar (Noors voor Duet voor dwarsfluit en gitaar) is een compositie van Johan Kvandal. Het werk is geschreven op verzoek van de gitarist Roy Henning Snyen en fluitist Torold Mørk Karlsen. Zij voerden het werk onder hun artiestennaam Duo Novo als eerste uit en wel op 13 november 1994. Roy Henning Snyen was het jaar daarvoor onderscheiden als winnaar van het Noors Gitaarconcours. 
Het duo nam het een jaar later op voor het kleine Noorse platenlabel VESP Publishing.